# Arthur Georg Friedrich Julius von Auwers
Arthur Georg Friedrich Julius von Auwers, nemški astronom, * 12. september 1838, Göttingen, Hannover, † 24. januar 1915, Berlin-Lichterfelde.

## Življenje in delo
Von Auwers je deloval v Berlinu. Leta 1862 je izračunal gibanje Prokionovega satelita.
Najpomembnejše njegovo delo je delo na področju zvezdnih katalogov. Sestavil je znani zvezdni katalog Osnovni (Temeljni) katalog (zvezd) (Fundamentalkatalog (FK)) in ga leta 1879 objavil. Na temelju njegovih opazovanj iz začetka 20. stoletja je J. Peters sestavil Osnovni katalog berlinskega astronomskega letnika.

## Priznanja

### Nagrade
Kraljeva astronomska družba (RAS) mu je leta 1888 podelila svojo zlato medaljo. Leta 1891 je prejel medaljo Jamesa Craiga Watsona, leta 1899 pa medaljo Bruceove.

### Poimenovanja
Po njem se imenuje udarni krater Auwers na Luni.